# Male Lese
Male Lese so naselje v Občini Ivančna Gorica.